# 奥村栄滋

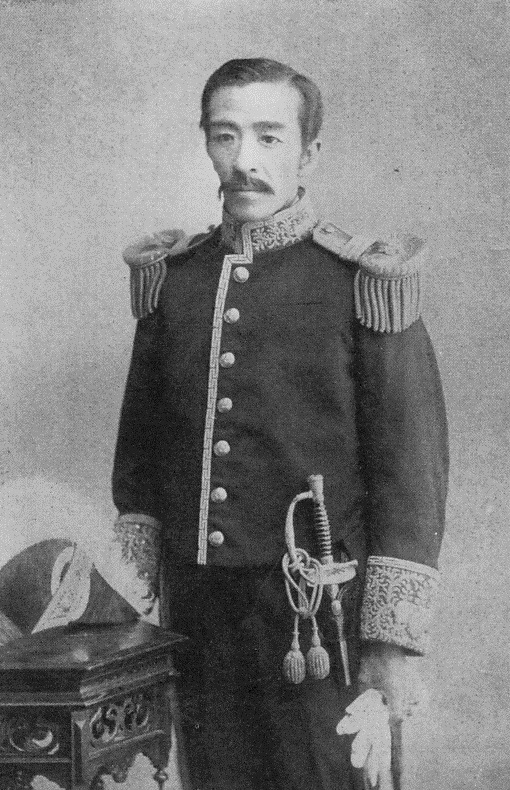
奥村栄滋

奥村 栄滋（おくむら てるしげ、1853年10月9日（嘉永6年9月7日）- 1923年（大正12年）3月17日）は、加賀八家奥村宗家第14代当主、男爵、金沢市長。正四位勲六等。
父は加賀藩年寄奥村栄通。妻は前田恒敬の娘。子は奥村栄同、奥村純松。通称義十郎。家紋は「丸ノ内九枚笹」。

## 生涯
嘉永6年（1853年）9月7日、加賀藩年寄奥村栄通の長男として生まれる。慶応3年（1867年）出仕。明治2年（1869年）父栄通の隠居により家督相続。明治7年（1874年）尾山神社宮司となる。明治31年（1898年）金沢市長となる。明治33年（1900年）従五位下、男爵に叙され華族となる。大正12年（1923年）3月17日没。享年71。諡は寂静院殿前本覺榮滋大居士。墓所は野田山墓地の奥村宗家墓所。

## 栄典
- 1900年（明治33年）5月9日 - 男爵[2]